# 仲宿
仲宿（なかじゅく）は、東京都板橋区の町名。丁目の設定がない単独町名である。全域で住居表示が実施されている。

## 地理
板橋区の南東部に位置する。狭小な町域を持ち、北端で石神井川に接する。北で石神井川を隔てて本町および稲荷台、東で加賀、南で板橋、西で氷川町と隣接する。西辺を国道17号（中山道）および首都高速5号池袋線が南北に通じ、南端に東京都道317号環状六号線（山手通り）の終点がある。町域は旧街道沿いを中心に商業地域となっている。

### 河川

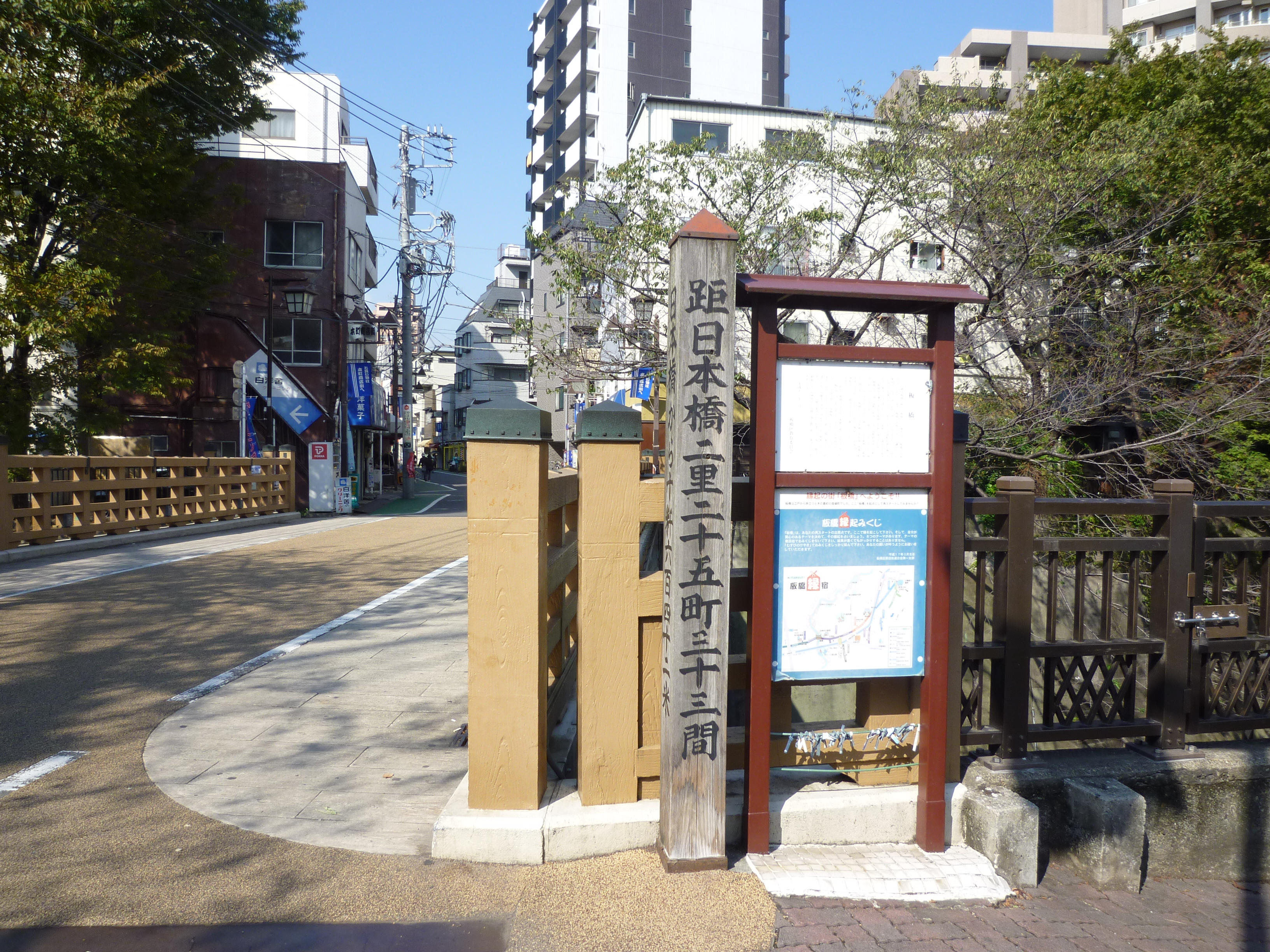
石神井川に架かる旧中山道板橋

- 石神井川 - 板橋・番場橋が架かる。番場は下板橋宿にあった字名。

### 地価
住宅地の地価は、2025年（令和7年）1月1日の公示地価によれば、仲宿19-6の地点で51万9000円/m2となっている。

## 歴史
廃藩置県実施前は、武蔵国豊島郡下板橋宿。町域は江戸時代、旧中山道板橋宿の中心部であった。

### 沿革
1872年（明治5年）の宿駅制度廃止までは板橋郷および板橋宿参照。
- 1602年（慶長7年）：徳川家康の命により中山道が整備され、伝馬制度により板橋宿が中山道の江戸日本橋側より最初の宿場として設置される。
- 1602年（慶長7年）：加賀藩・前田利光（後の前田利常）の江戸入府に伴い、当地で徳川秀忠の出迎えを受ける。
- 1635年（寛永12年）：参勤交代制が実施され、加賀藩などおよそ30の藩が中山道を用いて江戸入府を行うようになる。
- 1871年（明治4年）11月：廃藩置県で所属していた浦和県（現埼玉県）から東京府に編入。大区小区制実施。
- 1872年（明治5年）：伝馬・宿駅制度廃止。
- 1878年（明治11年）：郡区町村編制法により北豊島郡が設置され、東京府北豊島郡下板橋宿となる。
- 1884年（明治17年）：大火により、町域の旧宿場以来の建物のほとんどが焼失する。
- 1888年（明治21年）：王子新道が東京府初の府道として開通する。
- 1889年（明治22年）4月1日：市制町村制施行により、東京府北豊島郡板橋町大字下板橋となる。板橋町役場が現在の町域に開設される。
- 1923年（大正12年）：王子（王志とも）乗合自動車商会（後に中山道乗合自動車を経て、戦後は国際興業バスに統合）が、王子駅 - 板橋役場 - 志村戸田橋間の路線バス事業を開始する。
- 1932年（昭和7年）：板橋が初めて鉄筋コンクリート製の橋となる[7]。
- 1932年（昭和7年）10月1日：東京府内市郡併合による板橋区発足に伴い、東京府東京市板橋区（旧）板橋町五・六・八・十丁目となる（1943年8月1日 東京都制施行）。
- 1933年（昭和8年）～1937年（昭和12年）：中山道の新道（国道17号）敷設工事実施。[8]
- 1940年（昭和15年）：現在の東京都道317号環状六号線（山手通り）開通。
- 1944年（昭和19年）：都電志村線開通、板橋町八丁目（後の仲宿）停留所開設。[9]
- 1947年（昭和22年）：1871年に廃止された天台宗寺院、遍照寺が真言宗寺院として復活する。
- 1957年（昭和32年）5月1日：地番整理により（旧）板橋町五・六・八・十丁目の一部地域が仲宿に再編される。[10]
- 1966年（昭和41年）5月28日：都電志村線廃止。（最終運行日）
- 1968年（昭和43年）12月27日：都営地下鉄6号線開通、板橋区役所前駅開業。
- 1969年（昭和44年）：
  - よしや仲宿店開店。
  - 3月8日 - 中山道の地下鉄工事現場跡でガス爆発事故が発生。付近の5棟8世帯が全半焼し、住民5人が死亡[11]。
- 1972年（昭和47年）：板橋が現在の橋に改築される。
- 1973年（昭和48年）：首都高速5号池袋線建設工事に伴い、乗蓮寺が赤塚に移転する。ライフ仲宿店開店。
- 1977年（昭和52年）8月19日：首都高速5号池袋線北池袋出入口 - 高島平出入口が開通。

### 地名の由来
旧板橋宿は上方（京）に近いほうから、名主の管理区域ごとに上宿・仲宿・平尾宿に分かれていた。その仲宿に由来する。

### 史跡
- 中宿脇本陣跡[12] - 飯田家の屋敷跡である[12]。幕末に14代将軍家茂へ降嫁する皇女和宮が宿泊し、明治初年に大宮氷川神社に行幸する明治天皇が休憩した[12]。
- 板橋宿本陣飯田新左衛門家跡

## 世帯数と人口
2025年（令和7年）3月1日現在（板橋区発表）の世帯数と人口は以下の通りである。
- 世帯数 : 4,617世帯
- 人口 : 7,750人

### 人口の変遷
国勢調査による人口の推移。
| 年                 | 人口  |
| ------------------ | ----- |
| 1995年（平成7年）  | 7,080 |
| 2000年（平成12年） | 6,748 |
| 2005年（平成17年） | 7,094 |
| 2010年（平成22年） | 7,235 |
| 2015年（平成27年） | 7,673 |
| 2020年（令和2年）  | 7,848 |

### 世帯数の変遷
国勢調査による世帯数の推移。
| 年                 | 世帯数 |
| ------------------ | ------ |
| 1995年（平成7年）  | 3,237  |
| 2000年（平成12年） | 3,267  |
| 2005年（平成17年） | 3,575  |
| 2010年（平成22年） | 3,832  |
| 2015年（平成27年） | 4,184  |
| 2020年（令和2年）  | 4,494  |

## 学区
区立小・中学校に通う場合、学区は以下の通りとなる（2021年8月時点）。
| 番地                       | 小学校                 | 中学校                 |
| -------------------------- | ---------------------- | ---------------------- |
| 1～26番 30番 37～40番      | 板橋区立金沢小学校     | 板橋区立加賀中学校     |
| 31～36番                   | 板橋区立板橋第一小学校 | 板橋区立加賀中学校     |
| 27～29番 41～60番 63〜64番 | 板橋区立板橋第一小学校 | 板橋区立板橋第三中学校 |
| 61〜62番 65番              | 板橋区立板橋第二小学校 | 板橋区立板橋第一中学校 |

## 事業所
2021年（令和3年）現在の経済センサス調査による事業所数と従業員数は以下の通りである。
- 事業所数 : 279事業所
- 従業員数 : 2,120人

### 事業者数の変遷
経済センサスによる事業所数の推移。
| 年                 | 事業者数 |
| ------------------ | -------- |
| 2016年（平成28年） | 287      |
| 2021年（令和3年）  | 279      |

### 従業員数の変遷
経済センサスによる従業員数の推移。
| 年                 | 従業員数 |
| ------------------ | -------- |
| 2016年（平成28年） | 1,884    |
| 2021年（令和3年）  | 2,120    |

## 交通

### 鉄道
- 東京都交通局
  - 都営地下鉄三田線：板橋区役所前駅　全列車が停車する。駅所在地は板橋二丁目であるが、A1出口およびホームの一部が当町域に含まれている。
    - 南行：巣鴨・日比谷・目黒方面　東急目黒線経由で、東急東横線日吉駅を経て東急新横浜線、相鉄新横浜線に乗り入れる。
    - 北行：志村坂上・西高島平方面

### バス
- 国際興業バス
  - 仲宿：池20　池袋駅西口行・高島平操車場行、池21　池袋駅西口行・舟渡町経由高島平駅行

### 道路
- 国道17号（中山道）
- 首都高速中央環状線
- 首都高速5号池袋線
- 東京都道317号環状六号線（山手通り）
- 東京都道420号鮫洲大山線
- 王子新道

## 施設
- 板橋産連会館
- 板橋区立仲宿保育園
- よしや仲宿店
- ライフ仲宿店
- 成田山板橋遍照寺

## 出身・ゆかりのある人物
- 飯田宇兵衛（名主）[22] - 飯田家は板橋宿中宿の名主・脇本陣家であった。
- 飯田高央（東京市会議員、区会議員、地家主）
- 飯田昌央（地家主）
- 飯田春教（町長、戸長）[22]

## その他

### 日本郵便
- 郵便番号 : 173-0005[3]（集配局 : 板橋郵便局[23]）。